# دانشگاه کترینگ
دانشگاه کترینگ یک دانشگاه خصوصی در فلینت، میشیگان است. این دانشگاه لیسانس علوم و مدرک کارشناسی ارشد در STEM (علوم، فناوری، مهندسی و ریاضیات) و زمینه‌های تجاری ارائه می‌دهد. دانشجویان مقطع کارشناسی دانشگاه کترینگ برای فارغ‌التحصیلی باید حداقل پنج ترم را تکمیل کنند. نام دانشگاه کترینگ از نام مخترع و رئیس سابق تحقیقات جنرال موتورز، چارلز اف. کترینگ گرفته شده‌است. او مخترع، محقق و طرفدار یادگیری مشارکتی بود.